# Star Fleet Project
Star Fleet Project je projekt britského rockového kytaristy skupiny Queen Briana Maye z roku 1983, jehož výsledkem byl stejnojmenný extended play. Jako autor projektu jsou uvedeni „Brian May + Friends“ (česky „Brian May + přátelé“). Pojem „přátelé“ zde zastupuje kytaristu Eddieho Van Halena, bubeníka Alana Gratzera, baskytaristu Phila Chena a klávesistu Freda Mandela, kteří na projektu s Mayem spolupracovali. Doprovodné vokály pro titulní skladbu „Star Fleet“ nazpíval bubeník skupiny Queen Roger Taylor.

## Vydání
V roce 1993 byl obsah EP Star Fleet Project znovu zařazen do „mini“ alba Resurrection, vydaného v Japonsku. Album obsahuje všechny tři písně ze Star Fleet Project, avšak v jiném pořadí.
Paul Bliss v roce 2009 vydal také oficiální projektové album s názvem Star Fleet Soundtrack.

## Seznam skladeb
| Pořadí         | Název          | Autor                 | Délka |
| -------------- | -------------- | --------------------- | ----- |
| 1.             | Star Fleet     | Paul Bliss, Brian May | 8:04  |
| 2.             | Let Me Out     | Brian May             | 7:13  |
| 3.             | Blues Breaker  | Brian May             | 12:48 |
| Celková délka: | Celková délka: | Celková délka:        | 28:11 |

### Singly
Singly z alba Star Fleet Project

1. „„Star Fleet““
Vydáno: 1983

## Obsazení nástrojů
- Brian May – elektrická kytara, hlavní zpěv, klávesy
- Eddie Van Halen – elektrická kytara, doprovodné vokály
- Alan Gratzer – bicí
- Phil Chen – basová kytara
- Fred Mandel – klávesy
- Roger Taylor – doprovodné vokály
- Reinhold Mack – mixování